# Stina Tweeddale
Stina Tweeddale (16 de junho de 1989) é compositora britânica, Ela é a cantora principal e guitarrista do rock duo Honeyblood.

## Carreira musical

### Honeyblood
Após o segundo concerto na conferência de música Wide Days em Edimburgo, a Honeyblood chamou a atenção da FatCat Records, que finalmente as assinou. No início da carreira da banda, McVicar foi forçado a fazer uma pausa para completar seu diploma de Odontologia. Durante esse período, o baterista substituto Rah Morriss trabalhou para sustentar a crescente carreira da banda. Em novembro de 2013, a banda viajou para Connecticut, EUA. UU Trabalhar com o produtor Peter Katis em seu álbum auto-intitulado. O álbum foi gravado em apenas dez dias.
Eles apoiaram vários atos, incluindo Foo Fighters, Palma Violets, Sleigh Bells, Deap Vally, Courtney Barnett, nós fomos Promised Jetpacks e Superfood. Eles tocaram exposições para artistas como The Skinny e Vice e festivais como Great Escape, Wide Days em Edinburgh, T in The Park e SXSW. Falando sobre o estilo lo-fi da banda na Thrift Shop, Paul Lester de The Guardian escreveu que "A música principal, 'No Spare Key', soa como" Nós nunca estamos recuperando "Taylor Swift jogado por duas meninas Goths escoceses que fazem uma impressão da cadeia de Jesus e Mary em uma sepultura, ou um Haim enervado e abatido que precisa de uma refeição quadrada No inverno de 2015, Stina e Cat se juntaram ao aclamado produtor James Dring, que já havia trabalhado com personagens como Jamie T e Gorillaz, no estúdio da Fish Factory, em Londres, para trabalhar em seu segundo álbum, Babes Never Die. O álbum foi lançado pela Fat Cat Records em 4 de novembro no Reino Unido / UE e no dia 28 de outubro nos Estados Unidos. Unidos

## Discografia

### Álbuns
- Thrift Shop - 2012
- Honeyblood - 2014
- Babes Never Die - 2016